# Kopalnia Węgla Kamiennego „Wieczorek”
Kopalnia Węgla Kamiennego „Wieczorek” – kopalnia węgla kamiennego w Katowicach, funkcjonująca od 1883 (jako skonsolidowana kopalnia „Giesche”) do 2023 roku. Siedziba kopalni znajdowała się w dzielnicy Janów-Nikiszowiec, przy ulicy Szopienickiej 58.
Jej początki są związane z nadaniem pola górniczego „Morgenroth” 6 stycznia 1826 roku. W późniejszym czasie, od 1833 roku spółka Georg von Giesches Erben rozpoczęła proces skupowania kopalń i pól górniczych, tworząc 19 grudnia 1883 roku skonsolidowaną kopalnię „Giesche”. Przy kopalni powstały m.in. zabytkowe osiedla patronackie Giszowiec i Nikiszowiec. Pod tą nazwą zakład funkcjonował do 1945 roku – przemianowano ją najpierw na „Janów”, a rok później kopalni nadano nazwę „Wieczorek” – od imienia działacza komunistycznego i byłego górnika kopalni Józefa Wieczorka. Po 1989 roku w kopalni nastąpiły przemiany restrukturyzacyjne. 1 kwietnia 2017 roku kopalnia została przejęta od Katowickiego Holdingu Węglowego przez Polską Grupę Górniczą, natomiast 31 marca 2018 roku została ona przekazana Spółce Restrukturyzacji Kopalń w celu jej likwidacji, co nastąpiło 31 grudnia 2023 roku. Pozostałe złoża zostały udostępnione do eksploatacji sąsiedniemu zakładowi – kopalni „Staszic-Wujek”.

## Historia

### Początki i konsolidacja do 1883 roku

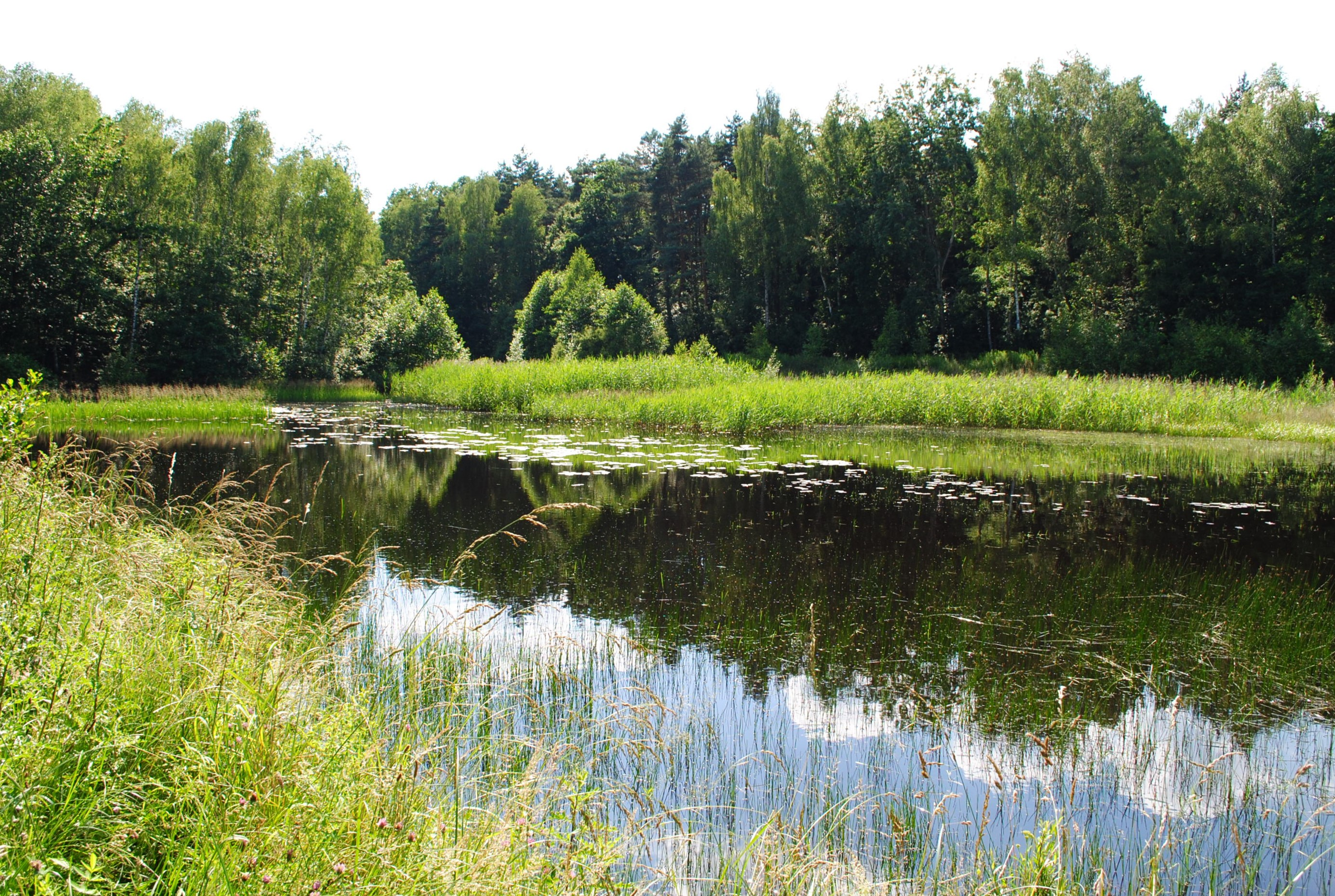
Staw Górnik – na wschód od niego znajdowała się nadana 20 grudnia 1788 roku kopalnia „Bergthal”

Początki wydobywania węgla kamiennego z pół obecnej kopalni „Wieczorek” w rejonie Janowa, Roździenia i Szopienic pochodzą z XVIII wieku, kiedy to miejscowi kowale wydobywali węgiel kamienny na własne potrzeby. Ówczesne pruskie prawo górnicze, ustanowione w 1769 roku na obszarze Górnego Śląska, zaliczało węgiel kamienny do regaliów, dlatego też potrzebne było zezwolenie od władz górniczych na jego wydobywanie. Ówczesnym właścicielem ordynacji mysłowickiej, na których znajdują się obecne pola górnicze kopalni „Wieczorek”, była rodzina Mieroszewskich.
W 1781 roku kowale wydobywający na obszarze ordynacji mysłowickiej wystąpili do Mieroszewskiego z propozycją założenia kopalni, którego powstanie w późniejszym czasie notuje się na rok 1788. Wówczas to dziedzic ordynacji mysłowickiej Feliks Mieroszewski założył na terenach dóbr mysłowickich, na obszarze dzisiejszego Giszowca, pierwszy w tym rejonie zakład wydobywczy – kopalnię „Bergthal”. W kopalni wydobywany był węgiel kamienny z przerwami do 1823 roku.
W pierwszej połowie XIX wieku w rejonie granic Janowa, Roździenia i Szopienic odkryto wychodnie węgla kamiennego wysokiej jakości i o grubości pokładu wynoszącej trzy metry, na którym powstało pole górnicze nazwane „Morgenroth” („Jutrzenka”). 6 stycznia 1826 roku Urząd Górniczy w Brzegu nadał pole górnicze, a także wydał zgodę na budowę kopalni na tym terenie. Nadanie zostało zatwierdzone 31 stycznia 1826 roku, lecz wydobycie z niego rozpoczęto dopiero w 1835 roku, co ma związek z powstałą rok wcześniej hutą cynku „Wilhelmina” w Szopienicach, której właścicielem był koncern Georg von Giesches Erben. Pole to liczyło 100 ha i rozciągało się na południe od dzisiejszej ulicy Bagiennej (droga Katowice–Mysłowice). Pole to było eksploatowane bez przerwy aż do roku 1964. Tytuł własności kopalni obejmował 128 kuksów (udziałów). Po 61 kuksów należało do ostatniego ordynata mysłowickiego Aleksandra Mieroszewskiego i szychtmistrza Daniela Henryka Dalibora, po dwa udziały wolne otrzymali – właściciel gruntu, Górnośląska Spółka Bracka i specjalny fundusz przeznaczony na utrzymanie kościoła i szkół dla górników. Datę nadania pola górniczego „Morgenroth” przyjmuje się jako powstanie kopalni „Wieczorek”.
Spółka Georg von Giesches Erben od 1833 roku rozpoczęła proces zakupu udziałów do pola górniczego „Morgenroth” od pierwszych właścicieli kopalni. Pierwsze 92 kuksy spółka zakupiła 26 sierpnia 1833 roku, a ostatnie udziały górnicze na tym polu spółka wykupiła do 1871 roku, stając się jej jedynym właścicielem. W 1834 roku rozpoczęto wydobycie w tej kopalni w szybach o głębokości 19–24 metry. Od tego okresu spółka spadkobierców Gieschego dążyła do zakupu następnych, przyległych pól górniczych. W tym samym roku spółka kupiła kopalnię „Auguste”, a rok później wszystkie udziały w kopalni „Edwin”. Później wykupiono następne zakłady i pola górnicze, w tym położone na terenie Janowa: „Guter Albert” (udziały zakupiono w 1852 i 1865 roku) i pole górnicze „Teichmannshoffnung” (w 1865 roku, po potwierdzeniu w polu obecności węgla kamiennego), natomiast w Roździeniu pola górnicze: „Wildensteinssegen” i „Elfriede”.
Celem odwadniania kopalni „Morgenroth” w 1852 roku uruchomiono szyb „Croneck”, który został wyposażony w pompy parowe. W 1865 roku spółka nabyła kopalnię „Abendroth” w zamian za odstąpienie Thiele-Wincklerom pola górniczego „Progrell” o tej samej powierzchni. 9 sierpnia 1869 roku nadano spółce pole górnicze „Giesche” o powierzchni 0,55 km². Wydobycie na tym polu prowadzono od 1871 roku za pomocą pojedynczego szybu o głębokości 25 metrów. W 1869 roku spółka zakupiła również kopalnię „Vitus”, położoną na terenie obecnych Mysłowic. Wydobycie w niej prowadzono od 1877 roku. Do 1881 roku Georg von Giesches Erben wykupiła dodatkowo udziały w kopalni „Agnes Amanda”.
Dzięki działalności spółki Georg von Giesches Erben, związanej ze skupowaniem pól górniczych na terenie Janowa, Roździenia i Szopienic o łącznej powierzchni 842 hektarów, powstały korzystne warunki do utworzenia jednej, skonsolidowanej kopalni węgla kamiennego „Giesche”. Konsolidacja ta nastąpiła 19 grudnia 1883 roku przez połączenie jedenastu kopalń: „Abendroth”, „Agnes Amanda”, „Edwin”, „Elfriede”, „Giesche”, „Guter Albert”, „Auguste”, „Morgenroth”, „Teichmannshoffnung”, „Vitus” i „Wildsteinssegen”.

### Lata 1883–1945

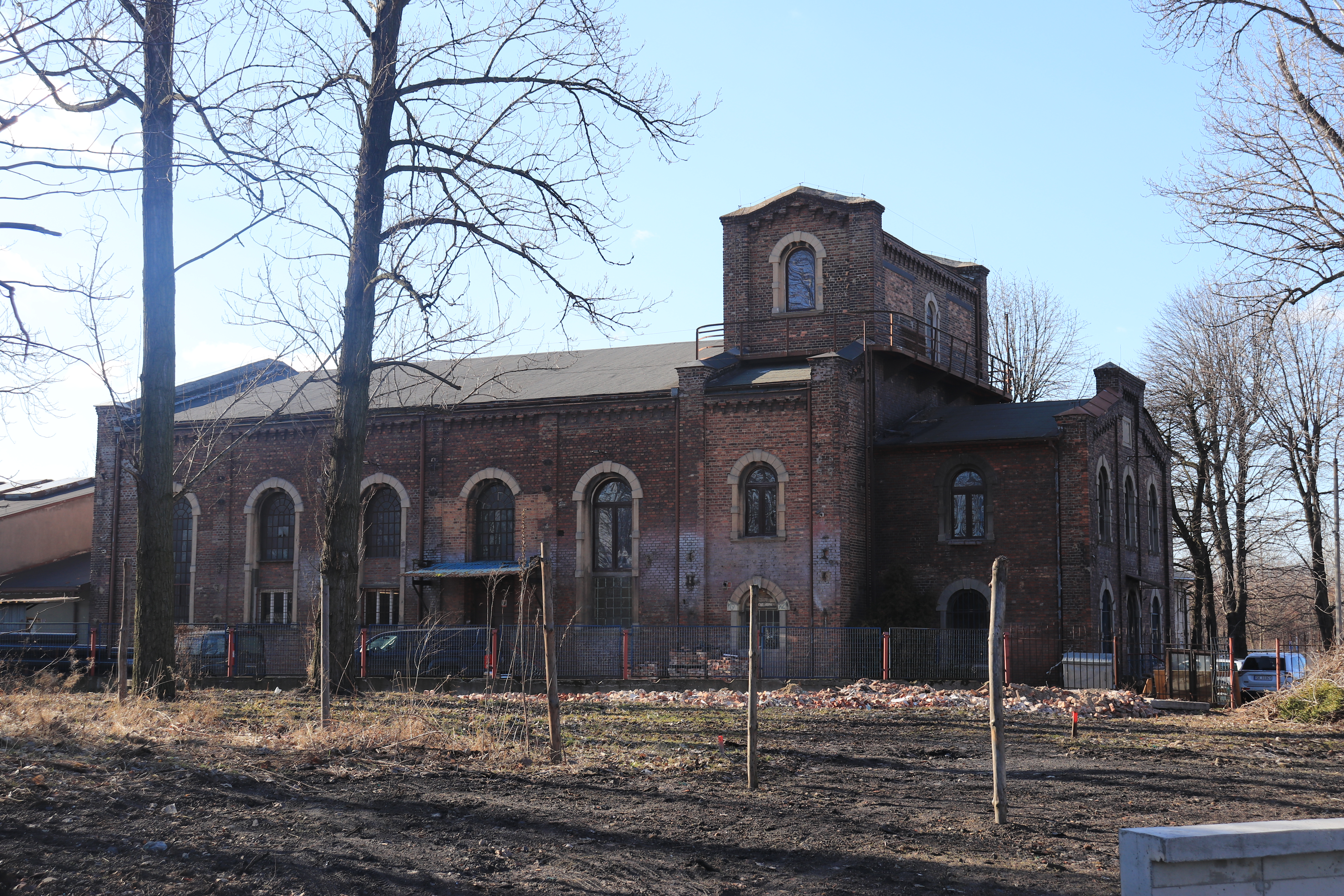
Budynek pierwszej elektrowni kopalni „Giesche” przy szybie „Kaiser Wilhelm” („Ligoń”), powstałej w 1905 roku; budynek znajduje się przy ulicy Szopienickiej 60

W pierwszym roku działalności jako skonsolidowany zakład wydobyto łącznie 755 tysięcy ton węgla kamiennego przy zatrudnieniu wynoszącym 2,5 tysiąca osób. W 1889 roku wydobycie w kopalni przekroczyło 1 mln ton, a rok później zaczęto głębić szyby: „Hulda” („Wilson”), „Kaiser Wilhelm” („Ligoń”) oraz „Arwerd” („Zbyszko”). W 1900 roku do kopalni przyłączono pole górnicze „Reserve”, utworzone w 1896 roku.
W 1900 roku wydobycie w kopalni „Giesche” wynosiło 1,4 mln ton węgla kamiennego, a zatrudnionych w zakładzie było wówczas 3,6 tysiąca osób. W tym okresie powstawały również nowe sortownie i pompownie, a przy szybie „Kaiser Wilhelm” w 1900 roku wybudowano kotłownię. W drugiej połowie 1909 roku przy szybie „Carmer” uruchomiono Elektrownię Świętego Jerzego.

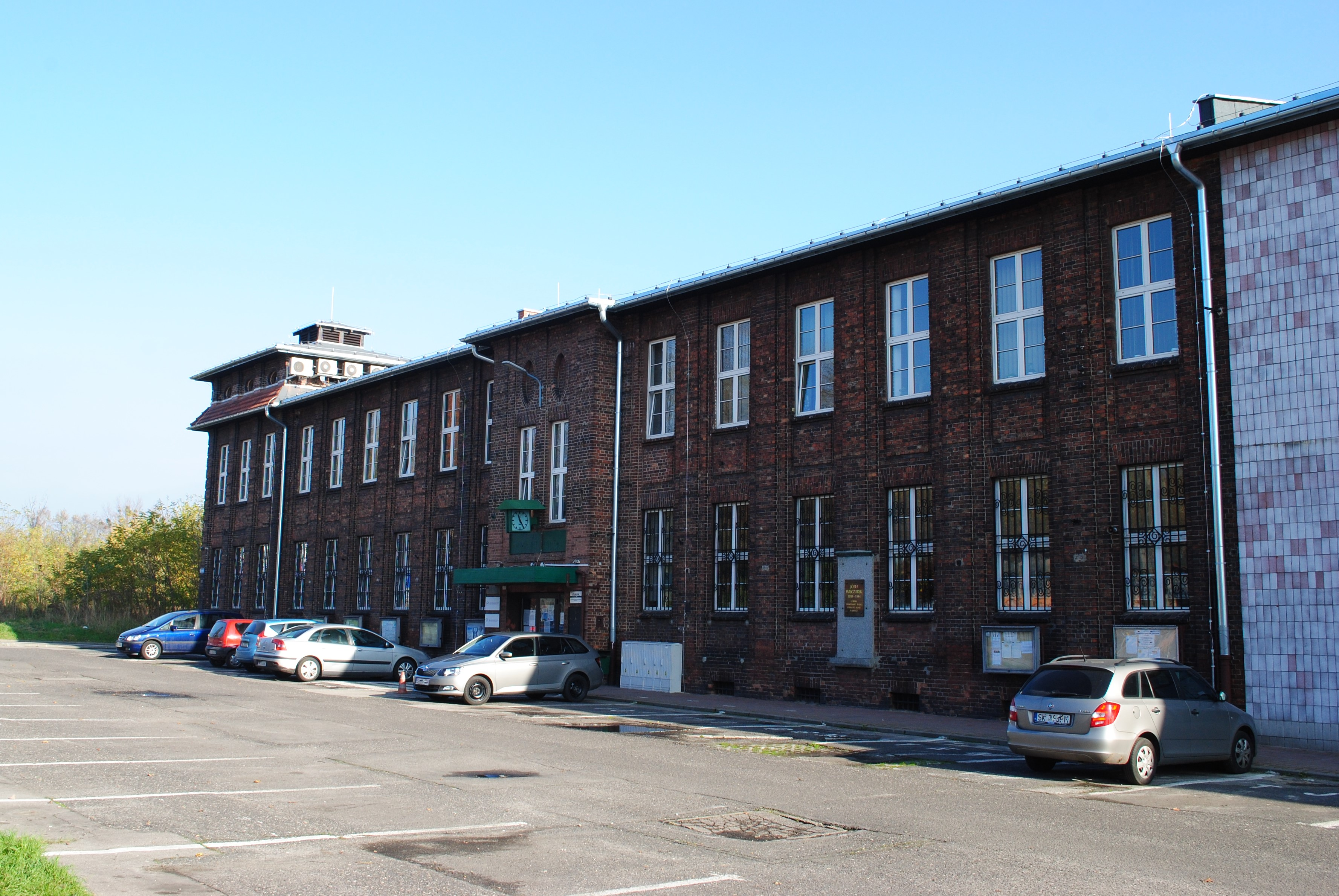
Fragment bloku I osiedla Nikiszowiec od strony ul. Szopienickiej; siedziba dyrekcji kopalni „Wieczorek”

Początek XX wieku był okresem prosperity w górnictwie węgla kamiennego na Górnym Śląsku. W związku z tym kopalnia „Giesche” rozpoczęła głębienie nowych szybów, a także sięgnęła po złoża w polu „Reserve”. W latach 1903–1910 wydrążono podwójny szyb „Carmer” (późniejszy szyb „Pułaski”) na głębokość 450 metrów. Wieża szybowa została wykonana ze stali, na szczycie którego zainstalowano dwie głowice połączone pod kątem 45 stopni. Koła linowe znajdowały się na dwóch poziomach. Maszynownia i cechownia przy szybie „Carmer” została zaprojektowana przez Georga i Emila Zillmannów, którzy są również autorami projektu sąsiedniego osiedla dla pracowników kopalni – Nikiszowiec. W latach 1904–1911 powstał szyb wentylacyjno-zjazdowy „Nickisch” (późniejszy szyb „Poniatowski”) o głębokości 400 metrów. Przy szybie wybudowano nadszybie, jednozastrzałową wieżę szybową i budynek maszynowni z elektryczną maszyną wyciągową. Naprzeciwko szybu „Nickisch”, na terenie osiedla Nikiszowiec w 1910 roku powstał budynek administracyjny kopalni „Giesche”, w której mieściła się też cechownia z łaźnią robotniczą i kotłownią. Dodatkowo wybudowano magazyn centralny, gmachy zakładowej straży pożarnej i górniczej stacji ratowniczej oraz dom dla samotnych górników z kantyną i świetlicą.
Skonsolidowana kopalnia „Giesche” w 1910 roku dzieliła się na trzy pola eksploatacyjne: Wildsteinssegen-Północ, Wildsteinssegen-Południe i Morgenroth. Dnia 6 stycznia 1914 roku spółka spadkobierców Gieschego otrzymała zezwolenie na uruchomienie kolejki wąskotorowej do przewozu pasażerów na odcinku Giszowiec – Szyb „Carmer” („Pułaski”). W 1920 roku przedłużono trasę do Szopienic – Szyb „Wojciech”. Nazywano ją potocznie Balkan lub Balkan Ekspresem, prawdopodobnie od nazwy pociągu ekspresowego kursującego między Berlinem, a Konstantynopolem. Przejazd kolejką był bezpłatny dlatego korzystali z niej także inni mieszkańcy. Samo zaś osiedle Giszowiec zostało wybudowane dla pracowników kopalni „Giesche” w koncepcji miasta-ogrodu w latach 1907–1910.

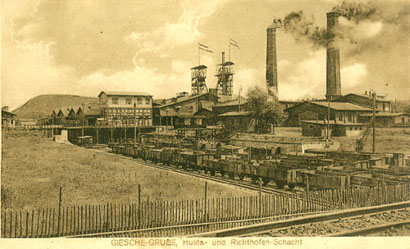
Szyby „Richthofen” („Wilson I”) i „Hulda” („Wilson II”) kopalni „Giesche” około 1915 roku

Do wybuchu I wojny światowej kopalnia „Giesche” posiadała łącznie 17 szybów. W 1919 roku pola górnicze kopalni wynosiły łącznie prawie 2,7 tysiąca hektarów. W trakcie I wojny światowej powołano do wojska najbardziej doświadczonych górników, co spowodowało zmniejszenie wydobycia w zakładzie. W ich miejsce zatrudniani byli młodociani pracownicy i pracujące na powierzchni kobiety, a w późniejszym czasie prace rozpoczęli jeńcy wojenni. W październiku 1915 roku pracowało ich 853, natomiast w styczniu 1917 roku było ich około 2,2 tys. W latach 1914–1916 przy szybie „Carmer” powstało na poziomie 50 metrów podszybie, a do głębokości 450 metrów pogłębiono szyby „Richthofen” i „Hulda”. W 1917 roku na polu „Agata” rozpoczęto prace nad głębieniem szybu „Ostschacht” („Wschodni”), a także ze względu na plany eksploatacji pola „Reserve” zaczęto budować szyb „Sudschacht” (szyb „Południowy”), lecz z powodu braku funduszy w 1918 roku prace budowlane nad tym szybem przerwano.
W związku z pogarszającą się sytuacją materialną pracujących w zakładzie górników, w dniach 8–11 września 1916 roku w kopalni doszło do strajku. Górnicy biorący udział w proteście domagali się podwyżki zarobków oraz poprawy zaopatrzenia w żywność. Strajk zakończył się częściowym sukcesem – władze kopalni umożliwiły zakup dodatkowych produktów spożywczych. W lipcu 1918 roku doszło do kolejnego strajku. Górnicy wówczas dodatkowo zaczęli się domagać skrócenia czasu pracy. Wybuch strajku doprowadził do militaryzacji kopalni, a protestujących poddano represjom. Pomimo tego, od 1 października 1918 roku wprowadzono w kopalni ośmiogodzinny dzień pracy.
13 sierpnia 1919 roku górnicy kopalni „Giesche” przyłączyli się do trwającego od dwóch dni strajku generalnego na Górnym Śląsku. W tym czasie doszło do wybuchu I powstania śląskiego. W rejonie kopalni również trwały potyczki – Niemcy 18 sierpnia 1919 roku podjęli nieudaną próbę i zainstalowania ciężkiego karabinu na hałdzie w pobliżu szybu „Richthofen” („Wilson I”). 2 maja 1921 roku robotnicy kopalni przyłączyli się do strajku większości górnośląskich zakładów, a w nocy z 2 na 3 maja tego samego roku doszło do wybuchu III powstania śląskiego. Rejon kopalni został opanowany przez powstańców bez walki w pierwszym dniu powstania.

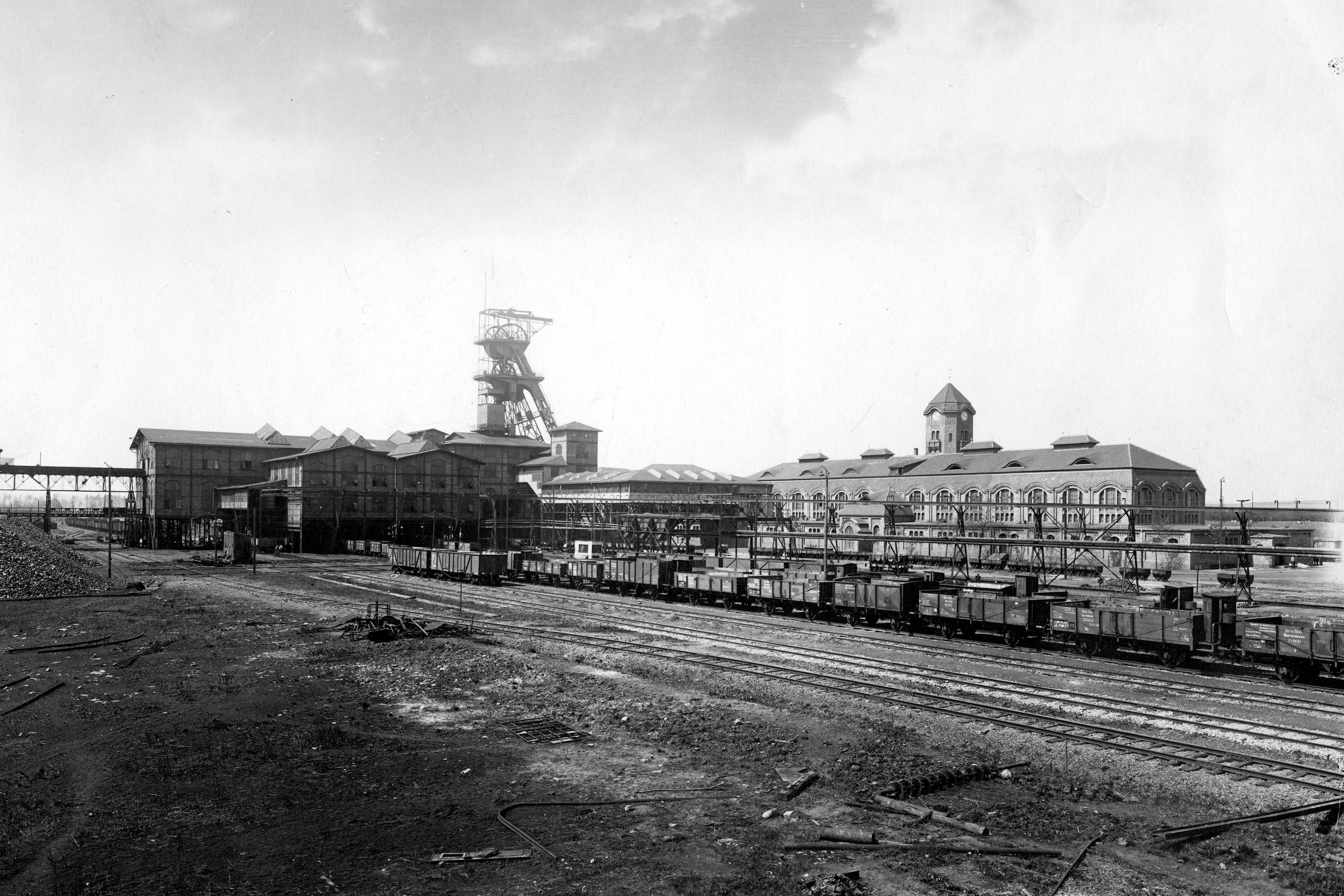
Szyb „Carmer” („Pułaski”) kopalni „Giesche” w latach 30. XX wieku

Po I wojnie światowej i powstaniach śląskich, w 1922 roku pola górnicze kopalni wraz z całym zakładem zostały przyłączone do państwa polskiego. Zakłady spółki Georg von Giesches Erben na terenie Polski przekształcono w spółkę akcyjną Giesche. Zmiany te początkowo nie przyczyniły do przekształceń w zarządzaniu kopalnią. Do 1926 roku język niemiecki pozostał językiem urzędowym, a również w tym samym roku spółka Giesche S.A. rozpoczęła sprzedaż akcji holdingowi amerykańskiemu Silesian-American Corporation. Spółka ta została właścicielem wszystkich akcji spółki Giesche w latach 30. XX wieku, a wraz z tym kopalnia „Giesche” stała się własnością Amerykanów. W 1930 roku pierwszym Polakiem kierującym kopalnią został inż. Józef Lebiedzik – absolwent Akademii Górniczej w Leoben. W 1935 roku szybom kopalni nadano polskie nazwy.
W latach międzywojennych kontynuowano prace modernizacyjne zakładu. Budowano nowe kotłownie, a w 1923 roku ukończono prace przy pogłębieniu szybu „Ostschacht” do głębokości 450 metrów. Rok później szyb „Carmer” pogłębiono do poziomu 521 metrów, a „Ostschacht” do 489 metrów. Trwały również prace przy szybach „Kronprinz” i „Kaiser Wilhelm”. W tym samym czasie, z powodu wyczerpania złóż piasku dotychczas używanych przez zakład kopalniach piasku zdecydowano o wybudowaniu nowego zakładu w Dąbrówce Małej, nad Brynicą. Do 1926 roku oddano do użytku linię wąskotorową do kopalni piasku.

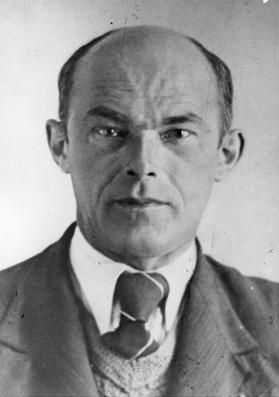
Józef Wieczorek – działacz komunistyczny i pracownik kopalni „Giesche”, przywódca Komitetu 21, kierującego strajkiem od 31 lipca do 19 sierpnia 1924 roku

W latach 1925–1927, w związku z odmową przez Niemcy zakupu węgla z polskiej części Górnego Śląska, wydobycie kopalni przewyższało podaż. Doprowadziło to m.in. do redukcji zatrudnienia. W 1926 roku doszło do ożywienia eksportu. W czasie wielkiego kryzysu gospodarczego ograniczono wydobycie w kopalni – w latach 1931–1933 spadło ono o 39%. W sierpniu 1933 roku zamknięto szyb „Pułaski”, co doprowadziło do utraty miejsc pracy przez ponad tysiąc górników. Wprowadzono również dni bez wydobycia, a także w 1933 roku wysłano ponad ośmiuset górników na przymusowy urlop. Skutkiem wzrostu bezrobocia było powstanie biedaszybów. Na polach kopalni „Giesche” powstały one głównie w rejonie koloniach: Zuzanna i Amanda, a także przy drodze do Mysłowic w Janowie, a w Giszowcu przy dawnej kopalni „Pepita” oraz obok cegielni. W 1934 roku zwiększono produkcję związku z ogólną poprawą sytuacji gospodarczej.
W okresie 1922–1939 ośmiokrotnie doszło do strajków w kopalni „Giesche”. Do większych należał m.in. strajk trwający od 31 lipca do 19 sierpnia 1924 roku, kierowany przez Komitet 21, na czele którym stał Józef Wieczorek – działacz komunistyczny i pracownik kopalni „Giesche”. Walczono wówczas bezskutecznie o zmniejszenie czasu pracy. Najtragiczniejszy w skutkach był strajk trwający w dniach 15–24 marca 1937 roku. Towarzyszyła mu demonstracja rodzin protestujących górników oraz bezrobotnych pod budynkiem zarządu kopalni 19 marca 1937 roku. W ten sam dzień policja rozpędziła demonstrantów. Strajk został zakończony w czwartym dniu głodówki.
W czasach II wojny światowej kopalnia „Giesche” weszła pod niemiecką administrację. Spółka Georg von Giesches Erben wykupiła w 1941 roku od firmy SACO za pośrednictwem szwajcarskich banków akcje spółki Giesche. W czasie działań wojennych kopania nie uległa większym szkodom. Pracowali natomiast w niej kobiety, jeńcy wojenni oraz robotnicy przymusowi. Ze względu na duże zapotrzebowanie III Rzeszy na węgiel kamienny, w zakładzie wzrosło wydobycie. W 1944 roku wynosiło ono 2,2 mln ton. 1 listopada 1940 reaktywowano szyb „Pułaski” wraz z sortownią. Wzrosło również zatrudnienie, a także znacznie wzrosła częstotliwość wypadków. Najtragiczniejszy miał miejsce 14 listopada 1942 roku, kiedy to w wyniku wybuchu metanu śmierć poniosło 22 górników, a 11 zostało rannych.

### Okres powojenny

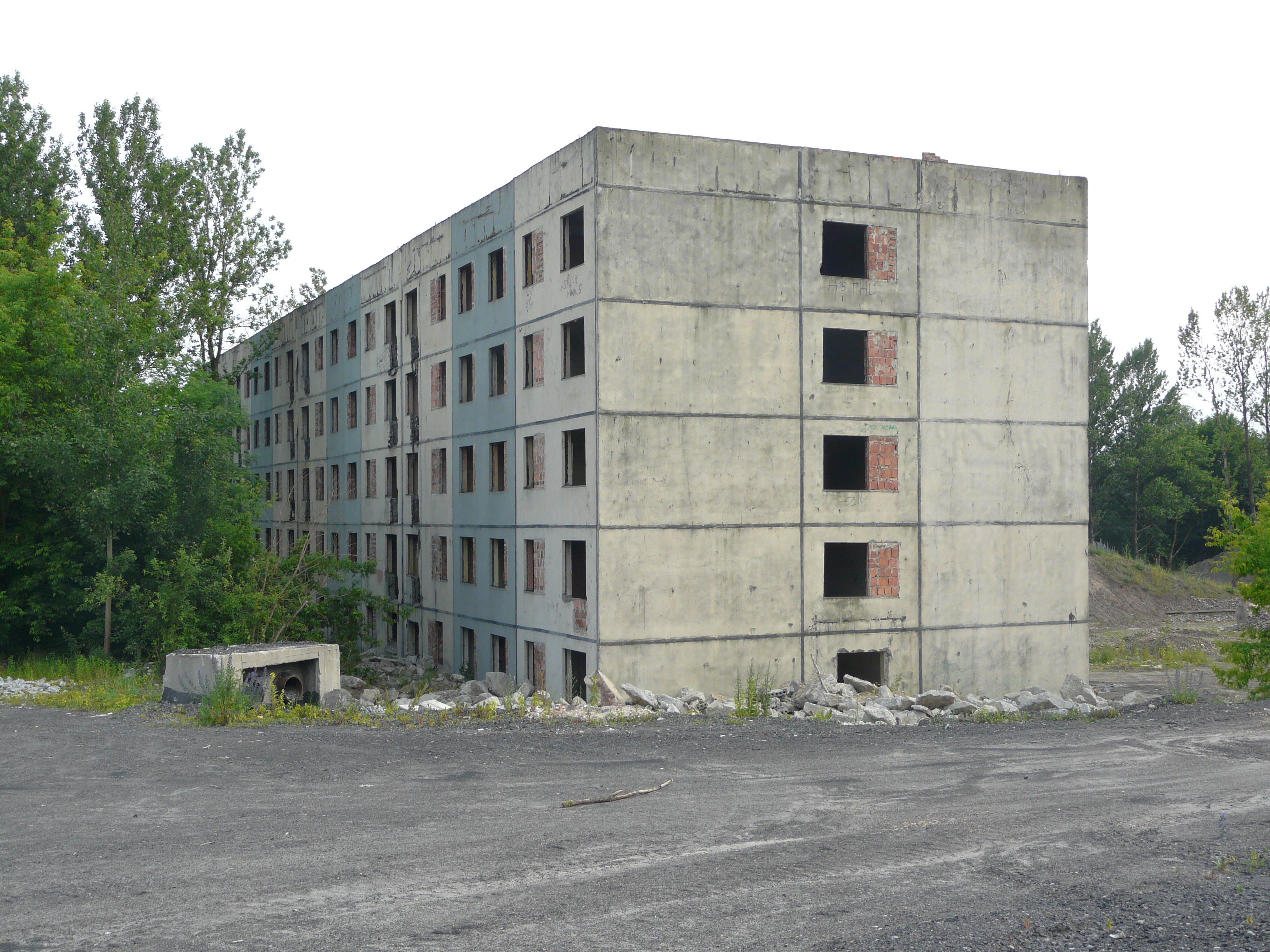
Budynek dawnego Domu Górnika przy ulicy Górniczego Dorobku, powstały w latach powojennych

Dzięki postawie górników, którzy w czasie wycofywania Niemców i wkroczenia Armii Czerwonej zabezpieczyli kopalnie, utrzymując w ruchu najważniejsze urządzenia i elektrownię, już 6 lutego 1945 roku wznowiono wydobycie węgla kamiennego w zakładzie. W tym samym roku kopalnia została znacjonalizowana i przejęta przez Skarb Państwa. Zakład stał się 31 stycznia 1945 roku częścią Centralnego Zjednoczenia Przemysłu Węglowego, a 3 marca tego samego roku włączono go do Katowickiego Zjednoczenia Przemysłu Węglowego. Zmieniono wówczas nazwę zakładu na „Janów”, natomiast 1 października 1946 nadano kopalni imię Józefa Wieczorka – działacza ruchu robotniczego, który pracował na kopalni w latach 1915–1923.
Celem rozwiązania problemów braków rąk do pracy, Rząd Tymczasowy Rzeczypospolitej Polskiej 1 kwietnia 1945 roku podjął decyzję o możliwości wykorzystaniu jeńców wojennych i więźniów w przemyśle górniczym. W kopalni pracowali jeńcy niemieccy, volksdeutsche, a także żołnierze podziemia antykomunistycznego. Mieszkali oni na terenie obozu w pobliżu szybu „Zbyszko” – z tego samego korzystali niemieccy okupanci, osadzając jeńców radzieckich w czasie II wojny światowej. W obozie panowały złe warunki sanitarne, a więźniowie pracowali często ponad 16 godzin na dobę. Obóz został rozwiązany 22 grudnia 1949 roku.

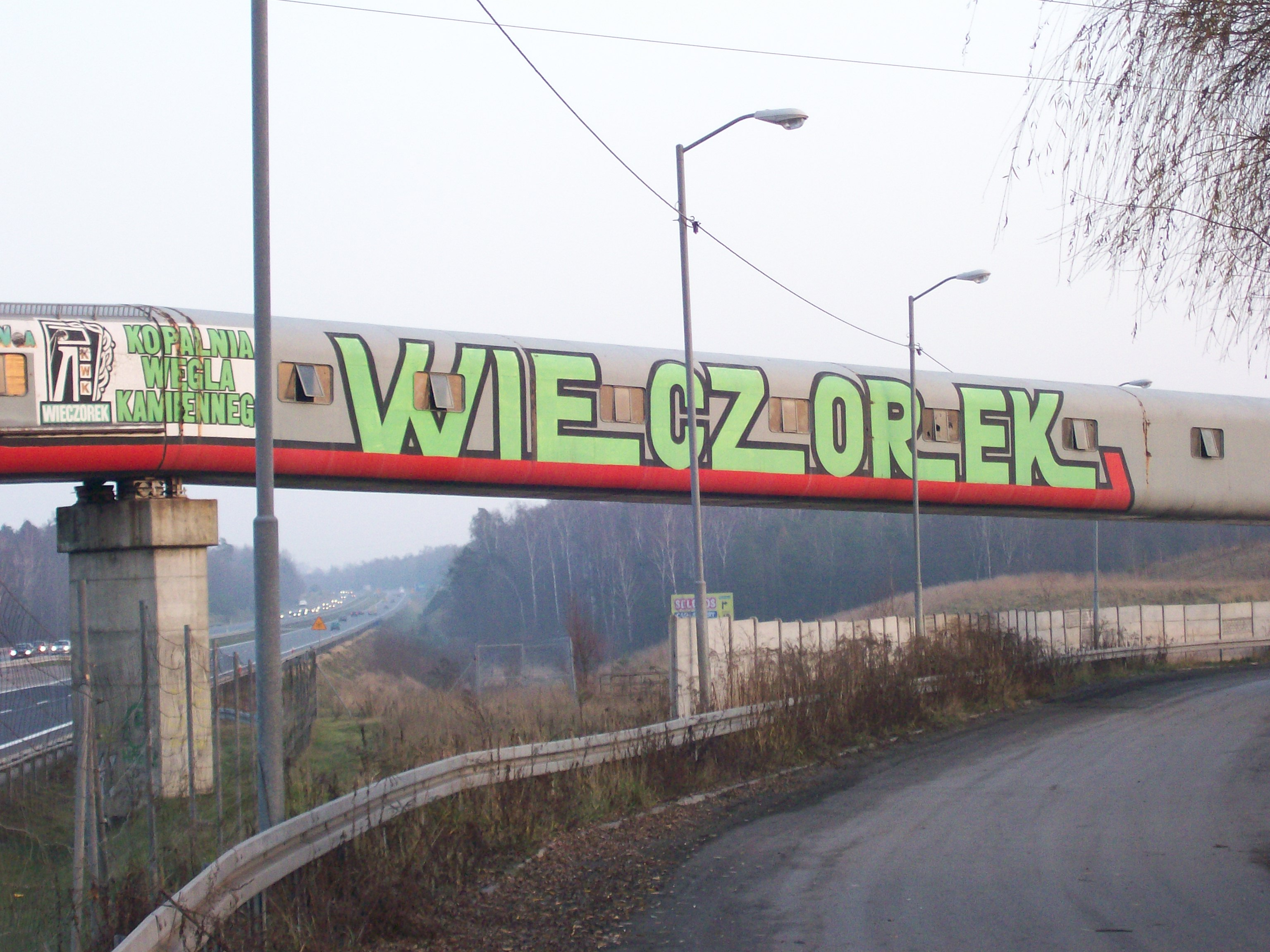
Powstały w 1964 roku taśmociąg między szybem „Roździeński” a sortownią „Pułaski”, wyburzony na początku marca 2019 roku

W latach powojennych prowadzono dalsze prace modernizacyjne. W 1949 roku z powodu wyczerpania zasobów piasku w kopalni w Dąbrówce Małej (została ona zamknięta w 1954 roku), połączono szyb „Wschodni” normalnotorową linią kolejową z piaskownią w Szczakowej. W sierpniu 1952 roku rozpoczęto prace nad budową nowego szybu – „Giszowiec”, ukończoną we wrześniu 1956 roku. Pełnił on funkcję wentylacyjno-materiałową. W latach 1953–1954 pogłębiono szyb „Wilson I” do poziomu 550 metrów. W 1955 roku wydobyto 2 mln ton węgla, a zatrudnionych w kopalni było 6,2 tys. pracowników. Kopalnia „Wieczorek” oddała w 1956 roku część swoich pól górniczych wybudowanej w latach 1959–1964 Kopalni Węgla Kamiennego „Staszic”. W 1961 roku pogłębiono szyb „Wilson II”, przy którym wybudowano również zakład przeróbczy. W 1964 roku ukończono prace nad nowym szybem – „Roździeński”, o głębokości 580 metrów. Powstało wówczas nadszybie, dwa budynki z maszynami wyciągowymi, a także taśmociąg transportowy do sortowni „Pułaski”.
W 1975 roku zlikwidowano szyb „Królewicz”, a rok później „Ligoń”. 1 stycznia 1976 roku do kopalni włączono Zautomatyzowaną Doświadczalną Kopalnię „Jan”, którą zlikwidowano w 1993 roku. 31 grudnia 1977 roku odbył się ostatni kurs kolejki Balkan. W latach 80. XX wieku planowano wydobycie na głębokości 730 metrów z szybu „Roździeński”, lecz z powodu kryzysu gospodarczego planów nie zrealizowano. W 1988 roku wydobycie wynosiło 3,4 mln ton węgla przy zatrudnieniu 6,6 tys. górników. W 1986 roku zamknięto szyb „Wilson I”. W latach 1988–1993 został przebudowany szyb „Giszowiec”, który osiągnął głębokość 570 m.
Po 1989 roku zapoczątkowano przemiany ustrojowo-gospodarcze w Polsce, które objęły również branże wydobywczą. W marcu 1993 roku kopalnia „Wieczorek” została przekształcona w jednoosobową spółkę Skarbu Państwa, a parę miesięcy później, w lipcu 1993 roku weszła w skład powołanego wówczas Katowickiego Holdingu Węglowego. W 1998 roku w zabytkowych budynkach dawnego szybu „Wilson” otwarto galerię sztuki. W międzyczasie z kopalni wyodrębniono elektrociepłownię Jerzy, sprzedano ośrodki wypoczynkowe, a w 1996 roku część zasobów mieszkaniowych przejęła spółdzielnia mieszkaniowa. Zlikwidowano także straż pożarną, cegielnię, a także Domy Górnika 2 i 3. W 2000 roku wydobycie wyniosło 1,9 mln ton. 28 listopada 2006 roku kopalnia „Wieczorek” zdobyła III nagrodę w XIII edycji konkursu Pracodawca – organizator pracy bezpiecznej. Rok później, w 2007 roku zdobyła ona II miejsce w konkursie Bezpieczna Kopalnia.

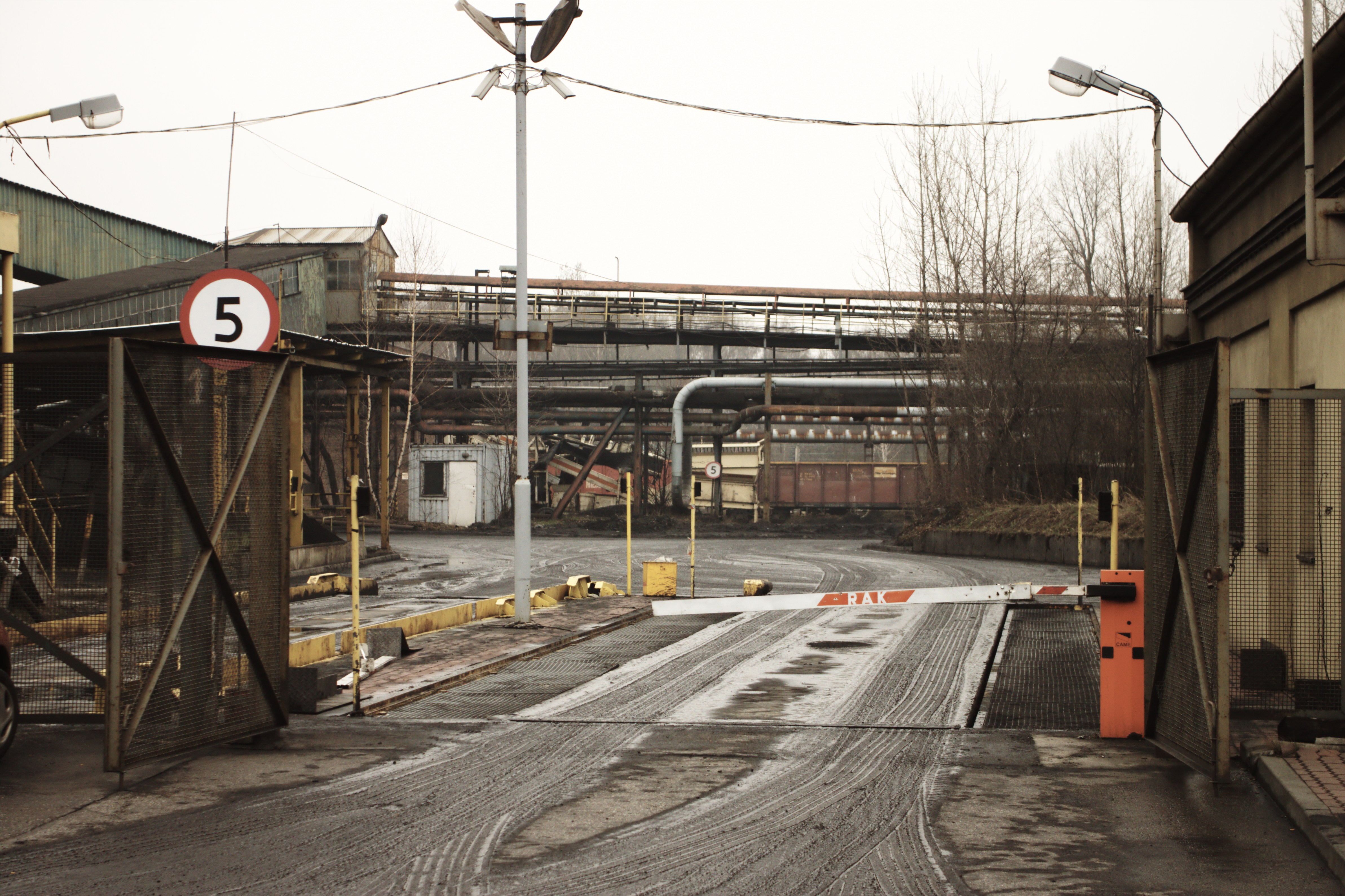
Wjazd do kopalni w 2012 roku

W 2014 roku w szybie „Wschodnim” kopalni przeprowadzono próbę podziemnego zagazowania węgla kamiennego. 31 marca 2017 roku z kopalni „Wieczorek” wydzielono obszar „Wieczorek I”, który obejmował obszar o powierzchni 6,5 ha. Obejmował on szyby: „Poniatowski” i „Wschodni”, a także 7,5 km podziemnych wyrobisk. Obszar ten przekazano Spółce Restrukturyzacji Kopalń. Dzień później – 1 kwietnia 2017 roku pozostała część zakładu została przejęta przez Polską Grupę Górniczą, natomiast 31 marca 2018 roku została ona przekazana do Spółki Restrukturyzacji Kopalń i tym samym po 192 latach kopalnia zakończyła wydobycie. Pozostałe złoża zostały wówczas przekazane do eksploatacji sąsiedniemu zakładowi – kopalni „Murcki-Staszic”. SRK przejęła wówczas od PGG ponad 46 km wyrobisk, trzy szyby: „Giszowiec”, „Pułaski” i „Roździeński”, a także pozostałą infrastrukturę i zabudowę. W tym czasie pracowało około 1,5 tysięcy pracowników, którzy zostali zatrudnieni w innych zakładach bądź przeszli do SRK.
W sierpniu 2018 roku miasto Katowice przejęło ze Spółki Restrukturyzacji Kopalń szyb „Poniatowski” wraz z terenem o powierzchni około pół hektara w ramach darowizny. W dniach 6–8 marca 2019 roku wyburzono dawny taśmociąg biegnący między szybem „Roździeński” a sortownią przy szybie „Pułaski”, natomiast 2 sierpnia 2019 roku Spółka Restrukturyzacji Kopalń dokonała przewrócenia wieży szybowej szybu „Wschodniego”. W 2023 roku w ramach likwidacji Oddziału Spółki Restrukturyzacji Kopalń – Kopalnia Węgla Kamiennego „Wieczorek II” przystąpiono do likwidacji szybu „Giszowiec”. Do 14 października zasypano rurę szybową, w dniach 23 i 24 października rozebrano blisko 40-metrową konstrukcję wieży szybowej. Zakończenie prac likwidacyjnych nastąpiło 31 grudnia 2023 roku.

## Wydobycie
Pierwsze udokumentowane dane dotyczące poziomu wydobycia z pól górniczych wchodzących w skład obecnej kopalni „Wieczorek” pochodzą z 1834 roku. Wówczas wydobyto łącznie 2 672 tony węgla kamiennego. Wówczas wydobywano węgiel przy użyciu klinów i młotów, a węgiel wydobywano w płytkich szybach o głębokości od 8 do 32 metrów. Pierwsze głębinowe szyby, sięgające do 350 metrów, powstawały od 1848 roku. Przy szybach „Richthofen”, „Kaiser Wilhelm”, „Morgenroth”, „Hulda” w latach 1874–1883 powstały pierwsze sortownie.

Maszyna wyciągowa szybu „Nickisch” („Poniatowski”); zdjęcie z około 1915 roku

W pierwszym roku działalności skonsolidowanej kopalni „Giesche” (1883 rok) wydobycie wynosiło 755 tys. ton węgla kamiennego. Początkowo, w skonsolidowanym zakładzie wydobycie prowadzono głównie szybami kopalni „Morgenroth” („Minna”, „Albert”, „Hulda” i „Richthofen”) oraz „Wildensteinssegen” (szyby „Prittwitz” i „Grundmann”). W 1889 roku wydobycie w kopalni przekroczyło 1 mln ton, a w 1890 roku zaczęto głębić szyby „Hulda” („Wilson II”) do głębokości 335 metrów, „Kaiser Wilhelm” („Ligoń”) do poziomu 450 metrów i „Arwerd” („Zbyszko”) do poziomu 275 metrów. Do końca XIX wieku wydobycie w kopalni odbywało się śląskim systemem filarowym z zawałem, a w 1907 roku zaczęto stosować podsadzkę płynną. Piasek dostarczano szybem „Waldschacht” o głębokości 250 metrów, skąd siecią rurociągów podsadkowych o długości wynoszącą 24 km (w 1924 roku) dostarczano piasek. W wyrobiskach tych wprowadzano głównie piasek z własnych piaskowni. W 1935 roku wydobycie z podsadzką płynną stanowiło blisko połowę wydobycia z grubych pokładów węgla kamiennego. W 1896 roku zainstalowano w zakładzie oświetlenie elektryczne. W 1903 roku w transporcie podziemnym wdrożono silniki elektryczne, a wraz z tym lokomotywy elektryczne. W latach 1908–1910 wymieniono drewniane wózki do przewozu urobku na żelazne.
W 1910 roku kopalnia dzieliła się na trzy pola eksploatacyjne:
- Ruch I Wildsteinssegen Nordfeld, z szybami wydobywczymi: „Grundmann” (333,6 m), „Hulda” (333 m) i „Richthofen” (476 m głębokości)[16], a także szybem podsadzkowo-wentylacyjnym „Minna” (250 m) i „Abendroth” (90 m) oraz wentylacyjnym „Wetterschacht” (103 m)[18].
- Ruch II Wildsteinssegen Südfeld, z szybami wydobywczymi „Kronprinz” (333,6 m), „Kaiser Wilhelm” (400 m) i „Carmer” (450 m głębokości)[18].
- Ruch III Morgenroth-Feld, z szybami „Kaiser Wilhelm” i „Carmer”, w których wydobywano węgiel z poziomu 250–290. Do wentylacji służył szyby: „Albert” i „Nickisch”[18].

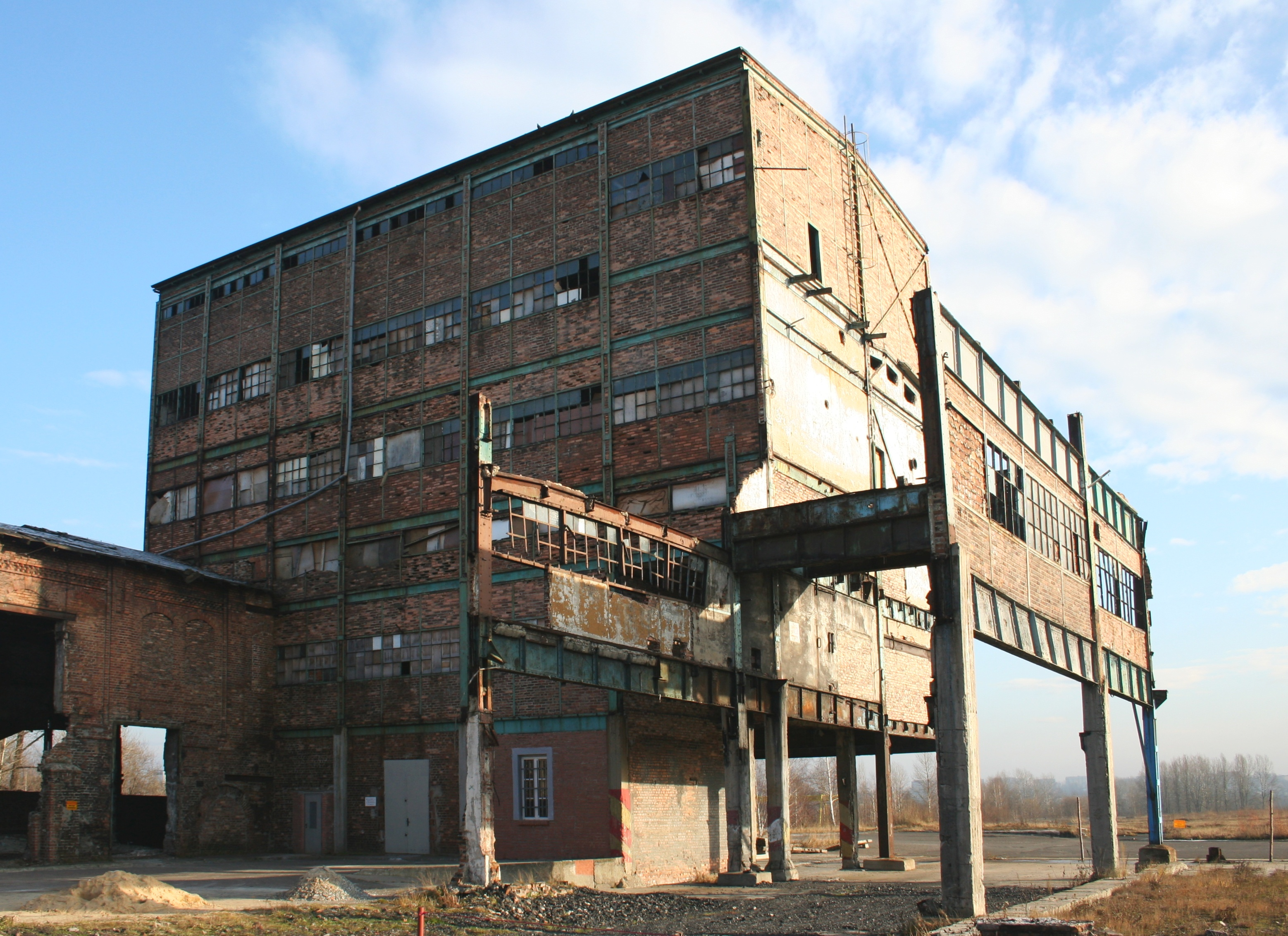
Nieistniejący kompleks sortowni szybu „Wilson” (2009)

W 1913 roku używane dotychczas wiertarki udarowe do wiercenia otworów strzelniczych zastąpiono elektrycznymi, co znacznie przyspieszyło proces ich wiercenia. W tym samym roku zaczęto pozyskiwać węgiel za pomocą długich zabierek, co umożliwiło znaczną mechanizację procesu wydobycia i transportu węgla kamiennego. Zaczęto używać do tego rynien wstrząsowych, które dostarczały urobek bezpośrednio z przodków do wózków. W 1913 roku wydobycie w kopalni wynosiło 2 566 655 ton, natomiast w 1938 było na poziomie 1 994 482 ton. W czasie II wojny światowej wydobycie wzrosło do poziomu 2 mln ton. Wówczas zaczęto stosować przenośniki taśmowe. Ostatniego konia z kopalni wyprowadzono w 1952 roku.
Wydobycie wznowiono 6 lutego 1945 roku. W ciągu doby produkcja wynosiła wówczas około 900 ton węgla kamiennego na dobę. W latach powojennych zwiększono mechanizację w zakładzie. Zastosowano zmechanizowane obudowy ścianowe, kombajny górnicze, urządzenia skipowe, a także wprowadzono nowe rozwiązania w zakładzie przeróbki mechanicznej węgla. W 1970 roku w kopalni wydobyto 2 478 005 ton węgla kamiennego, a w 1979 roku poziom wydobycia wynosił 3 822 850 ton. W 1986 roku w kopalni działało osiem szybów: „Wilson I”, „Pułaski”, „Poniatowski”, „Wschodni”, „Giszowiec”, „Roździeński”, „Jan I” i „Jan II”. Wydobycie węgla prowadzono wówczas na poziomach: 136, 290, 400, 500 i 580 metrów. W 1989 roku wydobycie w kopalni wynosiło 2,7 mln ton węgla kamiennego.
W 1996 roku obszar górniczy kopalni wynosił 16,2 km², a zasoby węgla kamiennego szacowano wówczas na 145,7 mln ton. Stosowano wówczas kombajny ścianowe, chodnikowe oraz zmechanizowane obudowy ścianowe. Węgiel wydobywano przy zastosowaniu podsadzki hydraulicznej oraz na zawał. W 2000 roku wydobyto 1,9 mln ton węgla kamiennego, a w 2010 roku 1,7 mln ton. Wówczas wydobycie prowadzono w szybach wydobywczych „Roździeński” i „Pułaski”, wentylacyjno-podsadzkowych „Poniatowski” i „Wschodni”, a także w szybie materiałowym „Giszowiec”. W kopalni prowadzono wydobycie do 31 marca 2018 roku, wraz z przekazaniem infrastruktury zakładu do Spółki Restrukturyzacji Kopalń. Rozpoczęta wówczas likwidacja kopalni spowodowana jest wyczerpywaniem złóż węgla kamiennego – przez ostatnie kilka lat wydobywano złoża z sąsiednich pól kopalni „Staszic”.

## Szyby
| Nazwa        | Rok powstania | Maksymalna głębokość | Rodzaj szybu                      | Lokalizacja (adres/dzielnica)            | Uwagi | Zdjęcie | Źr.    |
| ------------ | ------------- | -------------------- | --------------------------------- | ---------------------------------------- | --- | ------- | ------ |
| Wilson I     | 1864          | 476 m                | wydobywczy wdechowy               | ul. Oswobodzenia 1 Janów-Nikiszowiec     | Szyb zlikwidowany w 1986 roku; Obecnie siedziba Galerii Szyb Wilson; Zabudowa szybu wpisana do rejestru zabytków (nr rej. A/516/2019 z 20 maja 2019 roku) |         | [ 52 ] |
| Pułaski      | 1903–1904     | 521 m                | wydobywczy jazda ludzi            | ul. Szopienicka 41 Janów-Nikiszowiec     | Zabudowa szybu wpisana do rejestru zabytków (nr rej. A/1384/89 z 20 marca 1989 roku)                                                                      |         | [ 52 ] |
| Poniatowski  | 1904–1906     | 420 m                | zjazdowy materiałowy wentylacyjny | ul. Szopienicka 58 Janów-Nikiszowiec     | Własność Miasta Katowice |         | [ 52 ] |
| Wschodni     | 1917–1919     | 488 m                | materiałowy zjazdowy wentylacyjny | ul. Mysłowicka Giszowiec                 | Wieża wyburzona w 2019 roku |         | [ 52 ] |
| Giszowiec    | 1952          | 570                  | wentylacyjny materiałowy          | ul. Mysłowicka Giszowiec                 | Zlikwidowany w 2023 roku |         | [ 52 ] |
| Roździeński  | 1961–1965     | ?                    | wydobywczy                        | ul. Kosmiczna Giszowiec                  | Wieża wyburzona w 2024 roku |         | [ 52 ] |
| Jan I Jan II | 1967-1968     | 332 m 155 m          | zjazdowo-wydobywczy powietrzny    | ul. Górniczego Dorobku Janów-Nikiszowiec | Zlikwidowany w 1993 roku |         | [ 52 ] |

## Działalność okołozakładowa

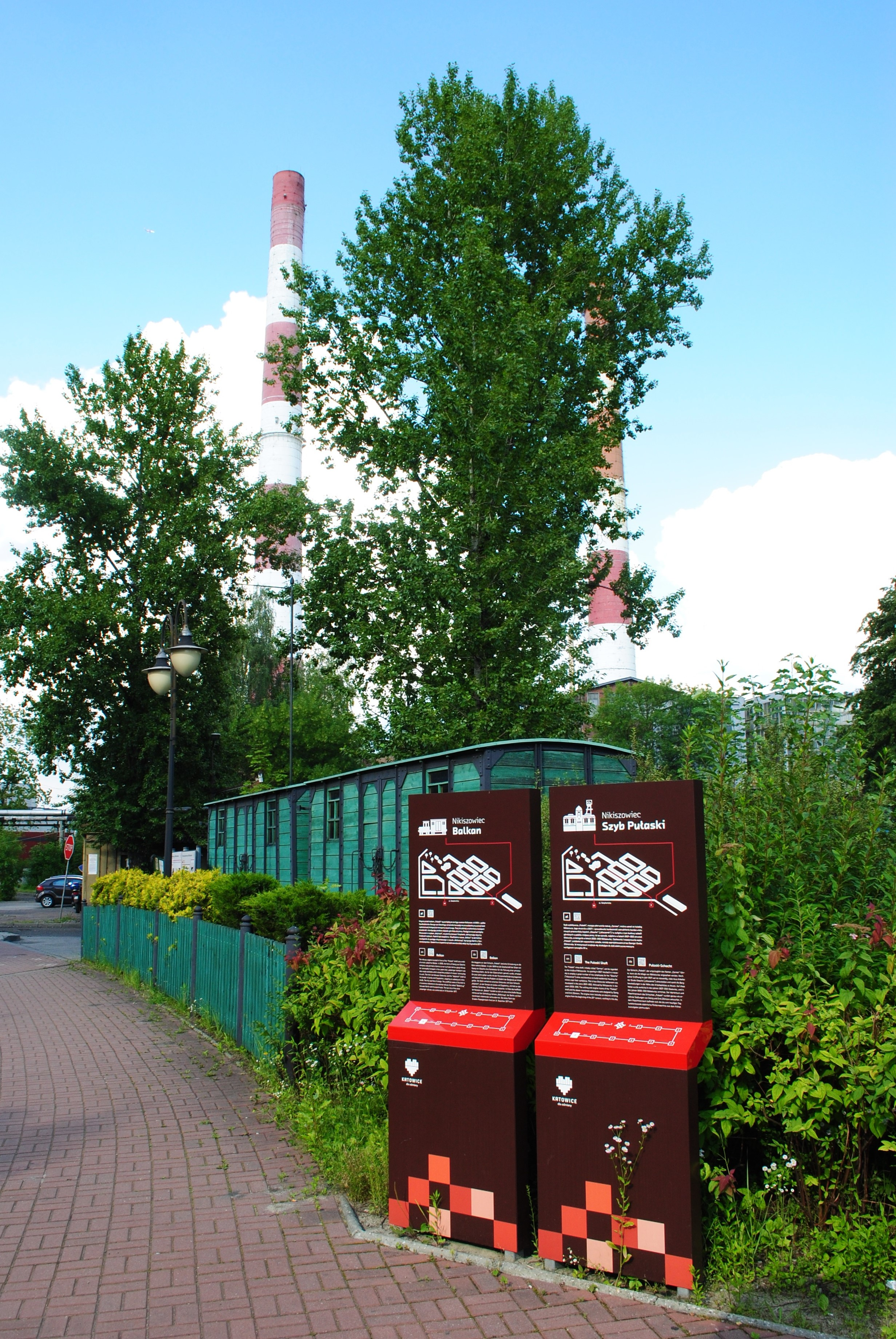
Wagony dawnej kolejki Balkan; w tle dawna Elektrownia św. Jerzego – obecnie jeden z oddziałów firmy Dalkia

Prócz wydobywania węgla kamiennego, przy kopalni „Giesche” (później „Wieczorek”) rozwijano powiązane z nią bądź przy jej wsparciu inne działalności zarówno gospodarcze, jak i mieszkaniowe, kulturalne, edukacyjne czy też sportowo-rekreacyjne. Przy kopalni znajdowała się Elektrownia Świętego Jerzego, powstała w 1908 roku w związku z coraz większym zapotrzebowaniem kopalni na energię elektryczną (obecnie elektrociepłownia – oddział spółki Dalkia). Do kopalni należały również dwie cegielnie, warsztaty elektryczne i stolarskie, szwalnia, stolarnia oraz warsztat samochodowy. Przy szybie „Królewicz”, który znajdował się przy ul. 11 Listopada 25 w Roździeniu, znajdowała się lokomotywownia oraz warsztaty. Znaczna część zakładów została w latach 1991–1993 wydzielona jako samodzielne podmioty gospodarcze.
Kopalnia posiadała swoją kolej zakładową. Spółka Geog von Giesches Erben miała od 1909 roku koncesję na prowadzenie prywatnego ruchu kolejowego pomiędzy szybem „Carmer” („Pułaski”) a hutą „Wilhelmina” w Szopienicach. W 1914 roku kopalnia uzyskała koncesję na ruch osobowy pomiędzy Giszowcem a szybem „Carmer”, a od 1920 roku funkcjonowała wąskotorowa linia kolejowa, która przewoziła pracowników pomiędzy Giszowcem a hutą „Wilhelmina”. Potocznie kolejka ta była nazywana Balkanem. W 1921 roku linię tę przedłużono z cegielni w Giszowcu do szybu „Wschodniego”, a pod koniec lat 60. XX wieku do stacji kolejowej w Szopienicach. Ostatni pociąg na odcinku Giszowiec – szyb „Wojciech” (przy obecnej ul. Szopienickiej 66) odjechał 31 grudnia 1977 roku.

### Mieszkalnictwo

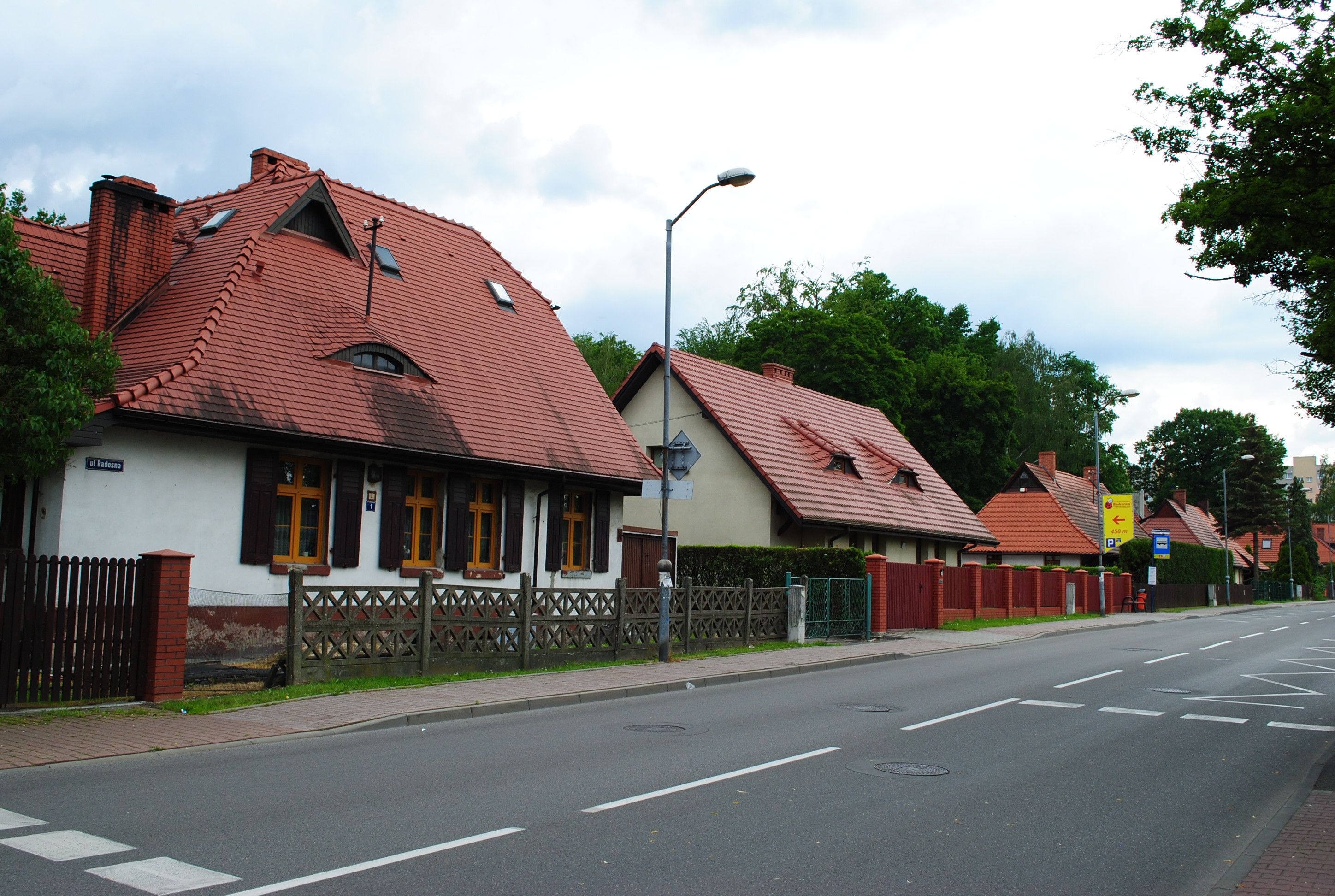
Fragment wybudowanego w latach 1907–1910 Giszowca (ul. Radosna)

Kopalnia „Giesche” dla swoich pracowników wybudowała nowe budynki mieszkalne, a także kupowała domy i działki od osób prywatnych. Na przełomie XIX i XX wieku kopalnia miała liczne nieruchomości w Janowie, Roździeniu, Szopienicach i Zawodziu. Z uwagi na decyzję o budowie dwóch nowych szybów: „Carmer” i „Nickisch” dyrektor spółki Georg von Giesches Erben – Anton Uthemann, zdecydował o budowie nowych osiedli mieszkaniowych w pobliżu nowych szybów. Nowe osiedla miały spełniać warunki zawarte w ustawie osiedleńczej z 1904 roku. Do zaprojektowania osiedla zatrudnił architektów: Georga i Emila Zillmannów. W lipcu 1907 roku rozpoczęto budowę osiedla Giszowiec, które ukończono do 1910 roku w stylu górnośląskiej wsi. Wraz z domami mieszkalnymi powstały budynki użyteczności publicznej.
Liczba powstałych w Giszowcu mieszkań była niewystarczająca i w związku z tym spółka Georg von Giesches Erben zwróciła się do władz o zgodę na budowę drugiego osiedla, w sąsiedztwie szybów „Carmer” i „Nickisch”. W 1909 roku rozpoczęto prace budowlane nad osiedlem mieszkaniowym, nazwanym od szybu „Nickisch” osiedlem Nickischschacht (obecnie Nikiszowiec), którzy podobnie jak Giszowiec również zaprojektowali Zillmannowie. Do 1919 roku wybudowano dziewięć bloków mieszkalnych. Osiedle to było wówczas wyposażone w placówki handlowo-usługowe i infrastrukturę techniczną, w tym oczyszczalnię ścieków, szkołę czy magiel. Do 1927 roku powstał w osiedlu przy obecnym placu Wyzwolenia kościół św. Anny. Budowę obydwu osiedli przez długi czas rozwiązało problem mieszkaniowy dla pracowników kopalni.
W latach międzywojennych po wschodniej stronie Giszowca na rezerwowym pasie zieleni w rejonie obecnej ulicy Kosmicznej powstał kompleks dziesięciu domów wielorodzinnych (tzw. Neubau). Powstała wówczas tańsza zabudowa szeregowa z 220-ma mieszkaniami. Dla przybyłych rodzin amerykańskich ze stanu Montana w związku z przejęciem kopalni „Giesche” przez Silesian-American Corporation, przy wieży wodnej w Giszowcu wybudowano kompleks sześciu willi typu angielskiego – tzw. kolonię amerykańską.

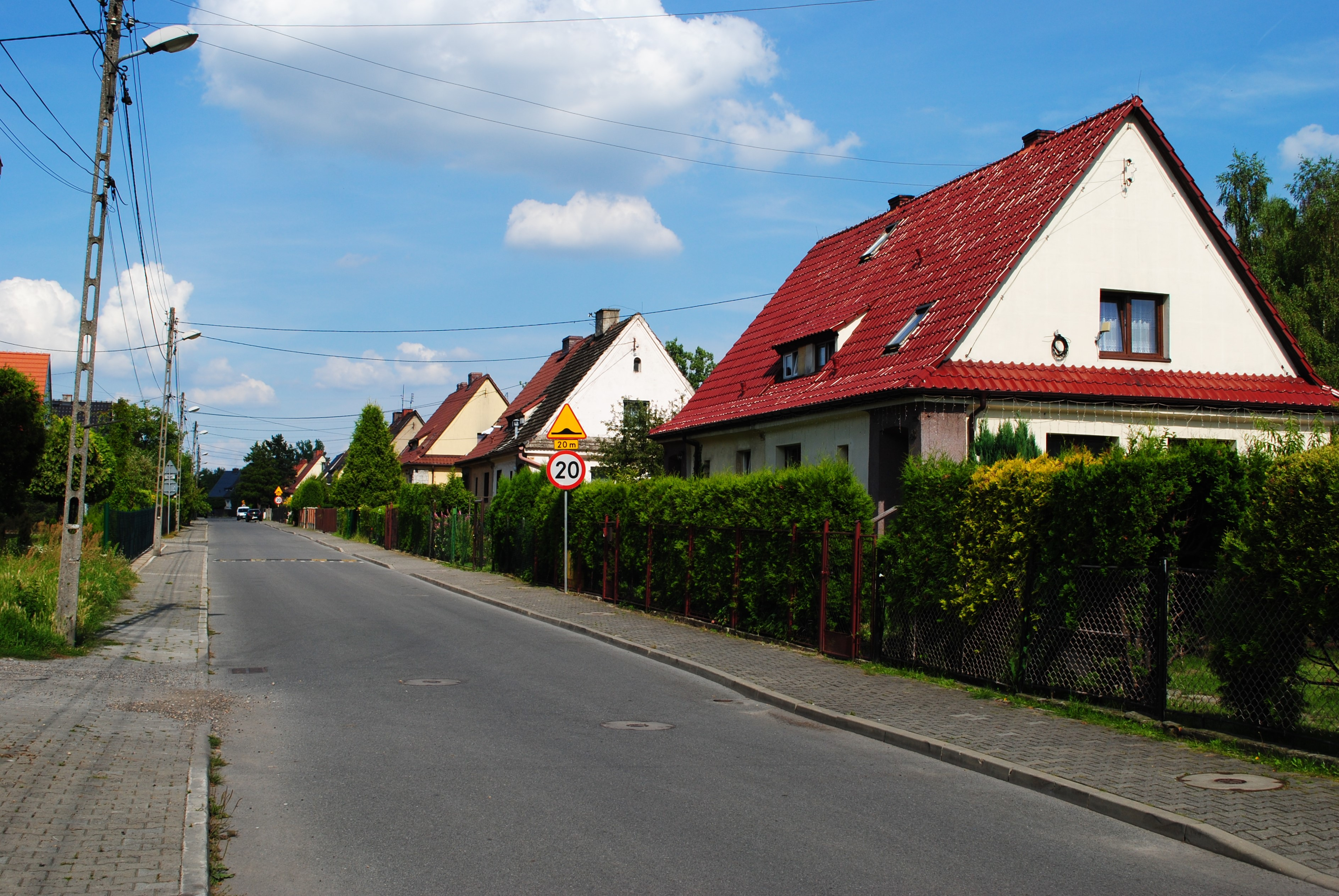
Fragment kolonii Wysockiego z lat 40. i 50. XX wieku

W 1945 roku ówczesna kopalnia „Janów” posiadała łącznie 743 budynki mieszkalne z 3,7 tys. mieszkań. W latach powojennych nastąpił dalszy wzrost ilości substancji mieszkaniowej. Mieszkania na potrzeby kopalni budował Zakład Budowy Osiedli Robotniczych, który dla potrzeb kopalni „Wieczorek” do 1951 roku wybudował 31 budynków przy ulicy Kosmicznej, Sputników i obecnej ulicy Pod Kasztanami oraz 79 budynków przy obecnej ulicy Zamkowej i ulicy Leśnego Potoku. Górnicy korzystali też z hoteli robotniczych, które mogły pomieścić 970 osób. Na przełomie lat 40. i 50. XX wieku pomiędzy Giszowcem a Nikiszowcem kopalnia „Wieczorek” postawiła nowe osiedle dla swoich pracowników, nazwane imieniem Flawiana Wysockiego – była to kolonia Wysockiego. Od 1956 roku budynki mieszkalne budowały spółdzielnie mieszkaniowe oraz sama kopalnia. Do 1984 roku powstało 40 budynków z 1890 mieszkaniami, z czego część na wyburzonym częściowo Giszowcu. Ponadto górnicy otrzymali mieszkania spółdzielcze w Tychach, Będzinie i Sosnowcu. Kopalnia budowała również domy jednorodzinne. w tym na osiedlu Zgrzebnioka w Katowicach.

### Kultura, sport i rekreacja

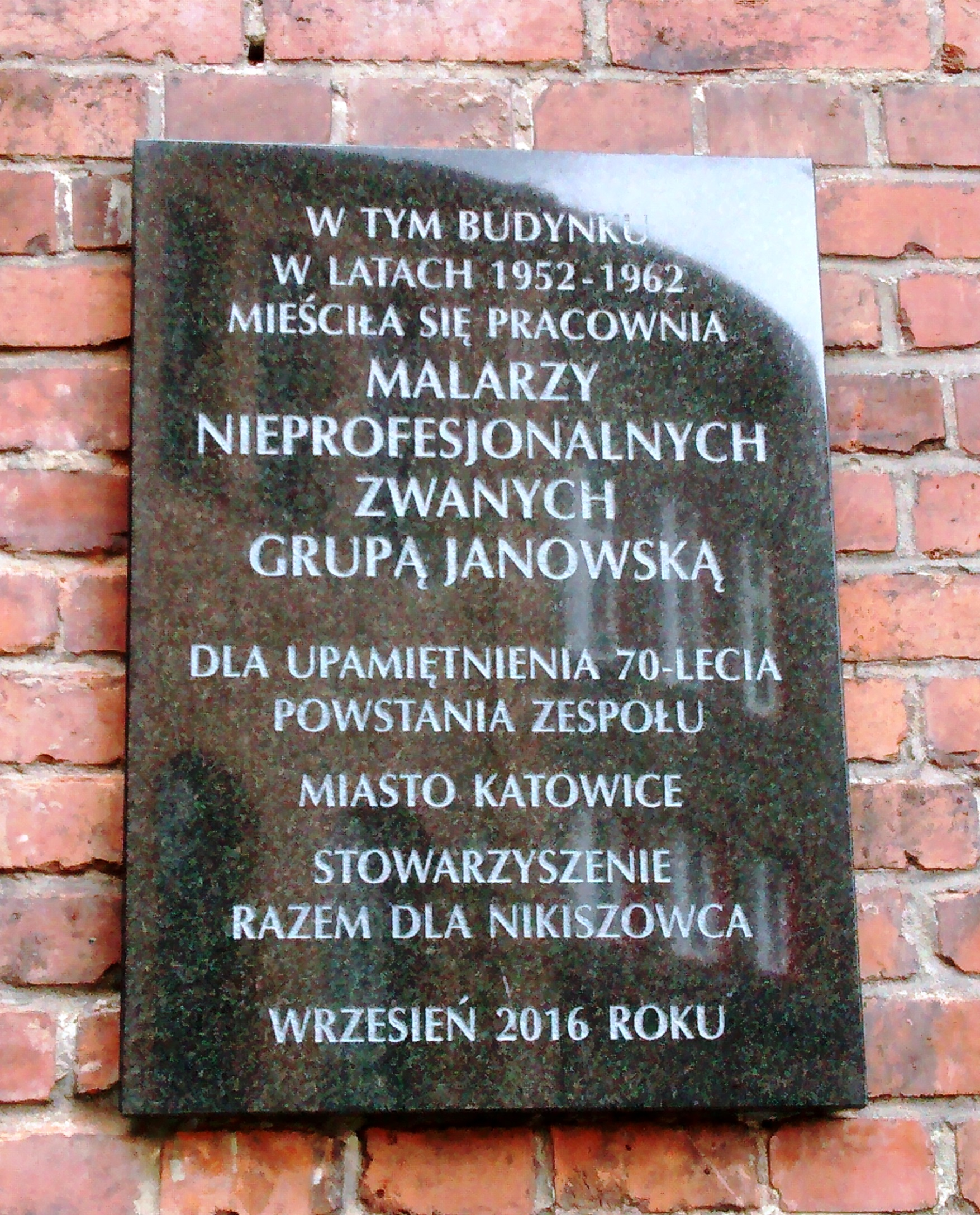
Tablica na budynku przy placu Wyzwolenia 4, w którym miała swoją siedzibę Grupa Janowska

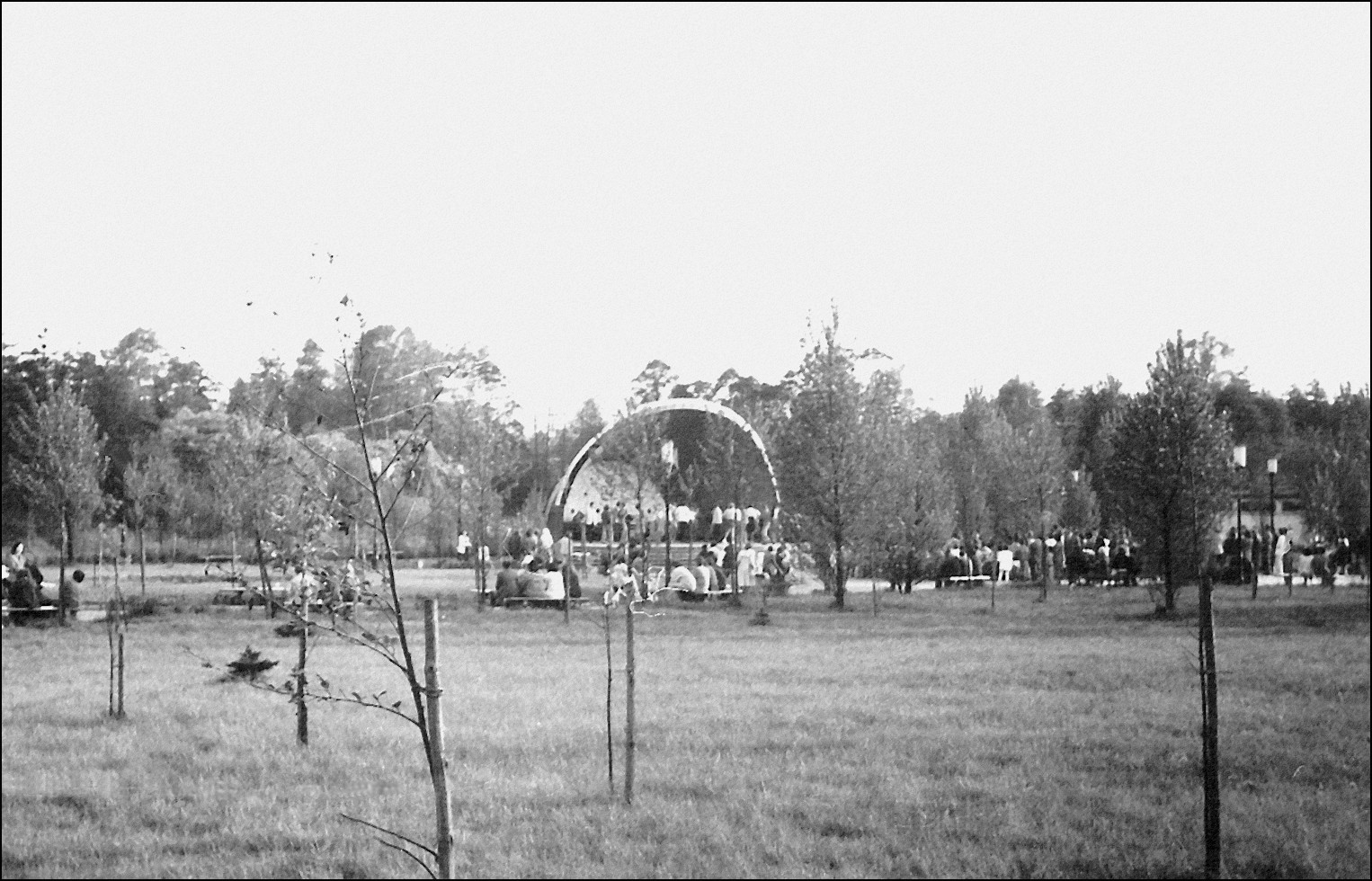
Ośrodek rekreacyjny Bolina w latach 70. XX wieku

Działalność kulturalna przy wsparciu kopalni intensywnie rozwijała się po 1945 roku. Rok później z inicjatywy Ottona Klimczoka powołano oficjalnie zrzeszenie malarzy nieprofesjonalnych, znany obecnie jako Grupa Janowska, do której należało wielu cenionych artystów, którzy byli jednocześnie pracownikami kopalni „Wieczorek”. Otton Klimczok doprowadził również do powstania w 1945 roku Świetlicy Związku Zawodowego Górników Kopalni Wieczorek, którego siedziba mieściła się w Nikiszowcu przy ul. Bernarda Krawczyka 1. Miała tam siedzibę Grupa Janowska, a ponadto działało tam kilka innych sekcji o różnorodnej tematyce. W 1952 roku świetlicę przeniesiono na plac Wyzwolenia, a w 1962 roku otrzymała pomieszczenia po dawnym ośrodku zdrowia przy obecnej ulicy Zamkowej. W Giszowcu znajdował się także Dom Kultury, który mieścił się w budynku dawnej gospody przy placu Pod Lipami 1 (obecnie siedziba Miejskiego Domu Kultury „Szopienice-Giszowiec” w Katowicach). Grupa Janowska w 2000 roku przeniosła swoją siedzibę do oddziału MDK w Burowcu przy ulicy gen. J. Hallera 28. Przy kopalni, w budynku dawnej łaźni działał Zakładowy Dom Kultury. Funkcjonowała także biblioteka, a także kopalnia miała własną gazetę zakładową – w latach 1992–2016 roku wydawano Echo Wieczorka.
Kopalnia w 1923 roku objęła patronatem Towarzystwo Pływackie, które korzystało ze stawu Małgorzata. W 1927 roku Towarzystwo zorganizowało pływackie Mistrzostwa Polski. Ponadto przy współudziale kopalni rozwijano inne dyscypliny sportowe. W 1950 roku powstał Klub Sportowy Górnik, przekształcony w 1968 roku na Górniczy Klub Sportowy Naprzód Janów. Był to klub wielosekcyjny z dominującą sekcją hokeja na lodzie. W 1964 roku z okazji Barbórki oddano do użytku lodowisko Jantor. Po 1989 roku kopalnia „Wieczorek” ograniczyła wydatki na sport. Sam zaś klub Naprzód Janów w 1990 roku został zlikwidowany, ale został on reaktywowany po dwudziestu latach.
Z inicjatywy kierownictwa kopalni „Wieczorek” w latach 50. XX wieku powstał kompleks parkowo-wodny Bolina. Na terenie kompleksu oprócz parku znajdowało się także: pole namiotowe, basen, przystań kajakowa, bar, plac zabaw oraz muszla koncertowa do występów muzycznych. Do końca czerwca 2007 kompleks ten zmodernizowano. 29 lutego 2012 roku Rada Miasta Katowice przyjęła uchwałę o nadaniu nazwy kompleksu – park Bolina.
W 1964 roku kopalnia „Wieczorek” w Międzybrodziu Żywieckim oddała do użytku swój pierwszy ośrodek wypoczynkowy. W 1964 roku Zakładowy Dom Wczasowy uruchomiono w Paczkowie. W następnych latach ośrodki wypoczynkowe kopalni wybudowano w Jaworzu, Tresnej i Bukowinie Tatrzańskiej. Kopalnia organizowała również kolonie dla dzieci w wielu miejscowościach. Domy wczasowe należące do kopalni sprzedano w latach 90. XX wieku.

## Znani pracownicy
- Janusz Adamiec – hokeista
- Ewald Gawlik – malarz amator[62]
- Sebastian Gonera – hokeista
- Jan Habryka – górnik, powstaniec styczniowy[67]
- Jan Jęczmyk – powstaniec śląski
- Rozalia Kajzer-Piesiur –pływaczka z Giszowca[68]
- Teofil Ociepka – malarz samouk[62]
- Marek Pohl –hokeista[69]
- Erwin Sówka – malarz wizjoner[62]
- Józef Wieczorek – powstaniec śląski[31]